# Silene latifolia
Espèce
Classification phylogénétique
Le Compagnon blanc (Silene latifolia), appelé aussi Lychnis à grosses graines et Silène à larges feuilles, est une plante herbacée vivace de l'ordre des Caryophyllales et de la famille des Caryophyllaceae.

## Description
Silene latifolia est une plante dioïque pouvant mesurer jusqu'à environ 100 cm.
Ses feuilles ovales sont très velues.
Ses fleurs blanches peuvent être jusqu'à dix par pied. L'hybridation avec le Compagnon rouge (Silene dioica) donne des fleurs avec toute une teinte de rose. Espèce dioïque également, on peut distinguer les fleurs mâles par leurs étamines proéminentes, des fleurs femelles aux corolles plus largement ouvertes.
Comme beaucoup d'autres Silènes qui ne s'ouvrent pas avant le crépuscule, elles dégagent un fort parfum qui attire sur une relative grande distance les papillons de nuit qui viennent sucer le nectar. Selon le principe de l'allocation des ressources, il existerait un compromis évolutif entre différents traits d'attractivité : les fleurs blanches pollinisées principalement par les papillons nocturnes pour qui la vue est accessoire, n'investissent pas dans la coloration des pétales mais émettent des odeurs florales (en) qui contribuent à l'attraction de ces pollinisateurs et leur guidage vers les organes reproducteurs,.
Les fruits sont des capsules loculicides surmontées d'une couronne dentée qui se ferme par temps humide et s'ouvre en période sèche : ces mouvements assurent la dissémination des graines par autochorie.

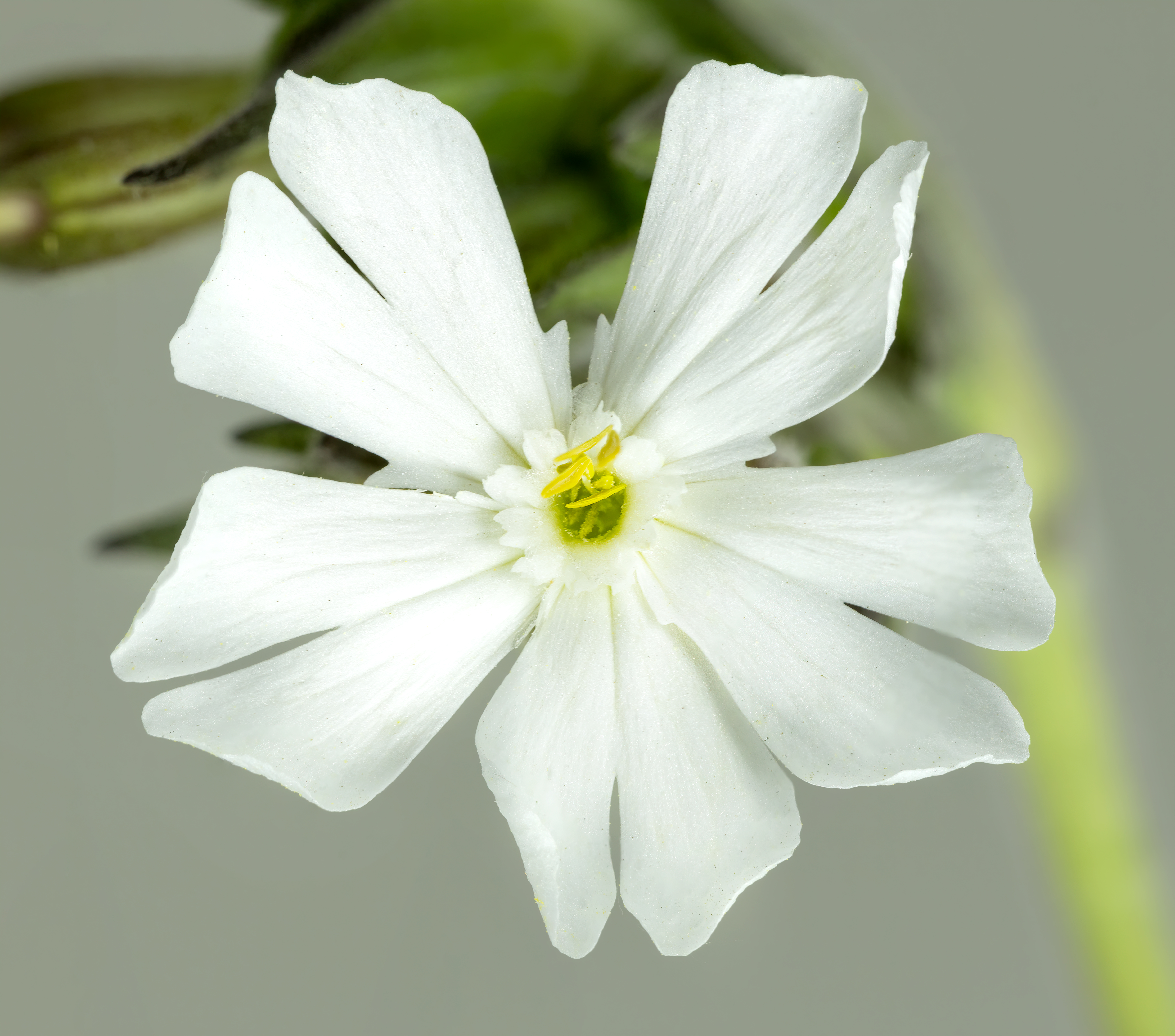
Silene latifolia ♂
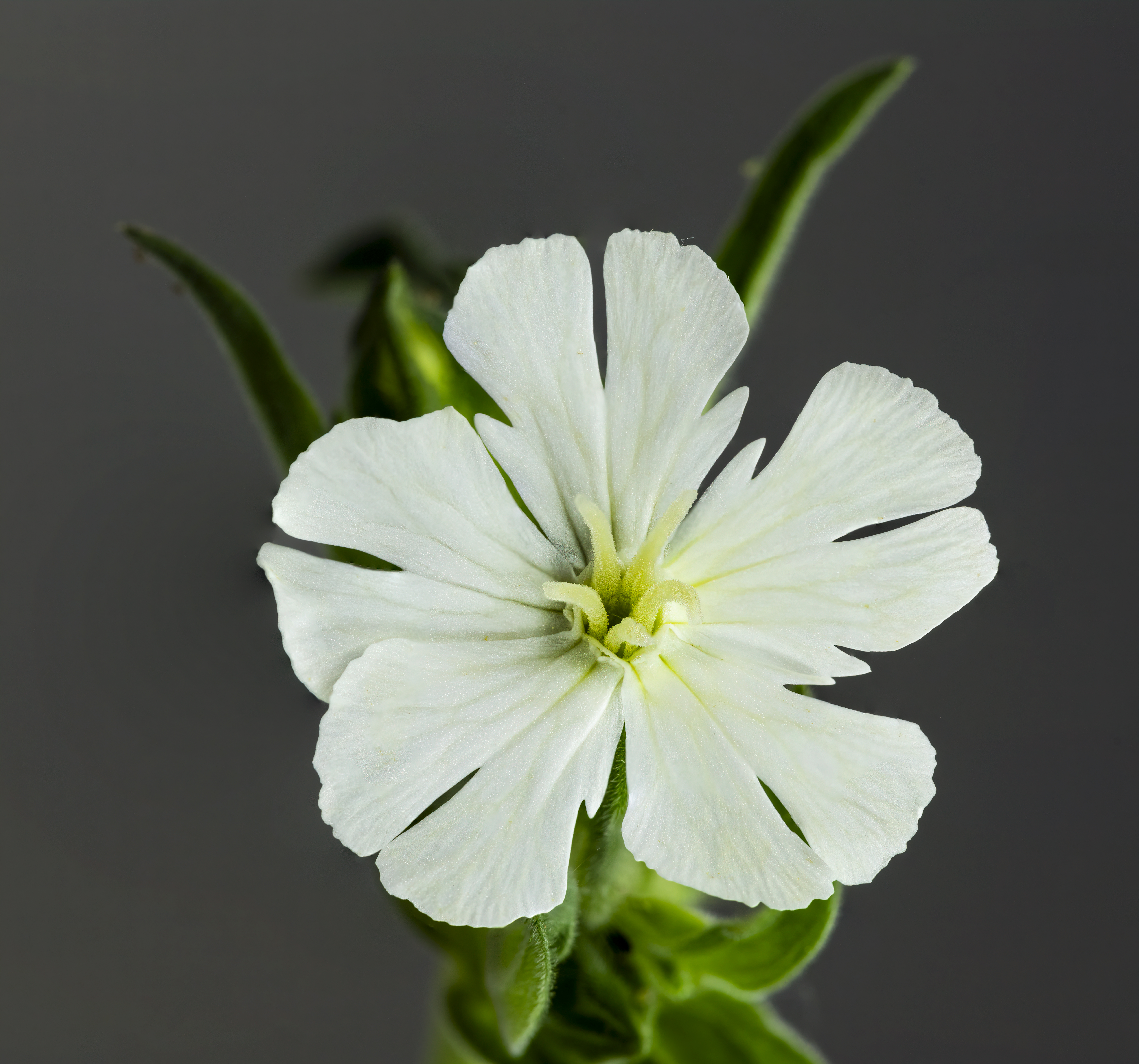
Silene latifolia ♀
Bourgeon  ♂
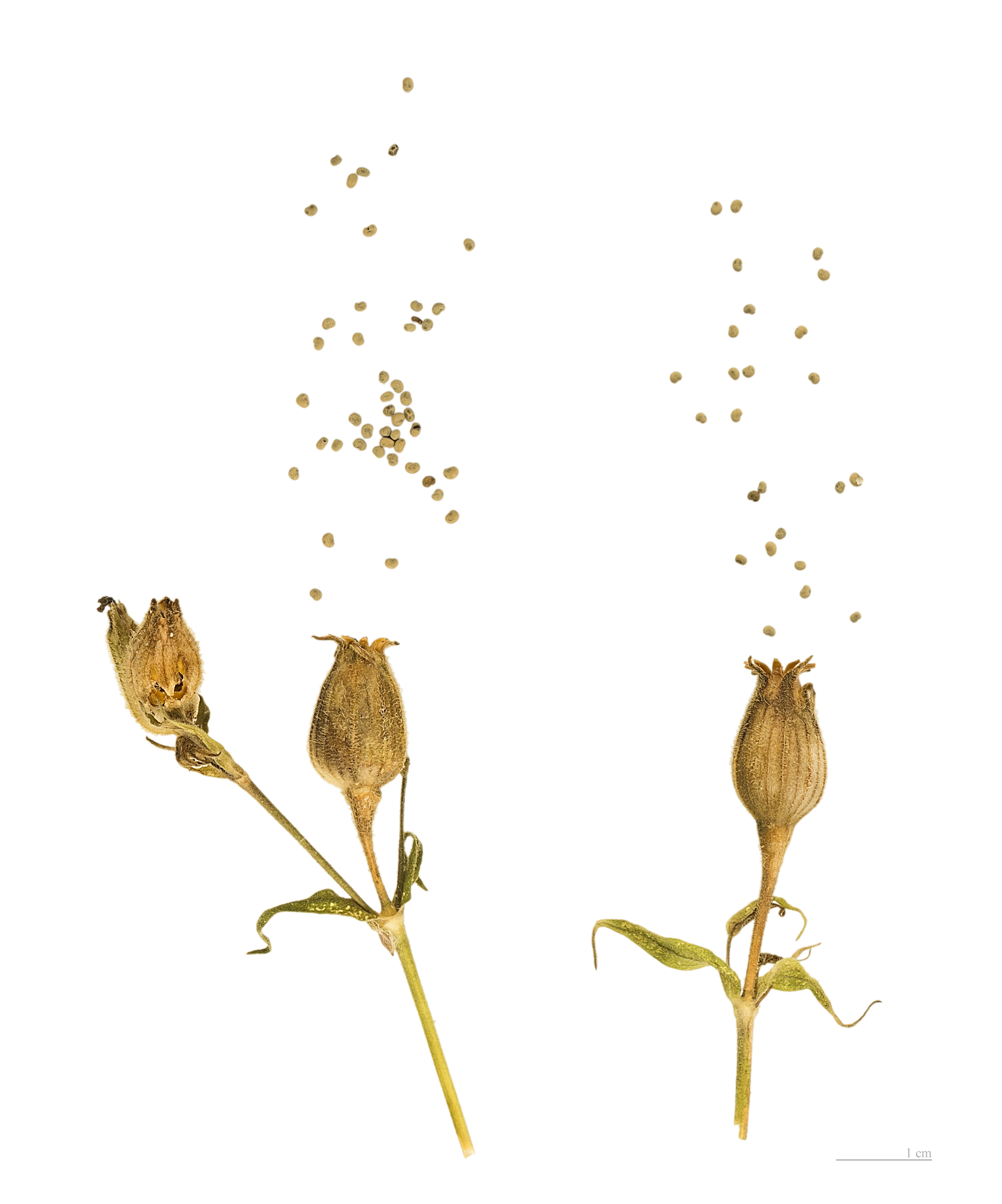
Fruits et graines - MHNT
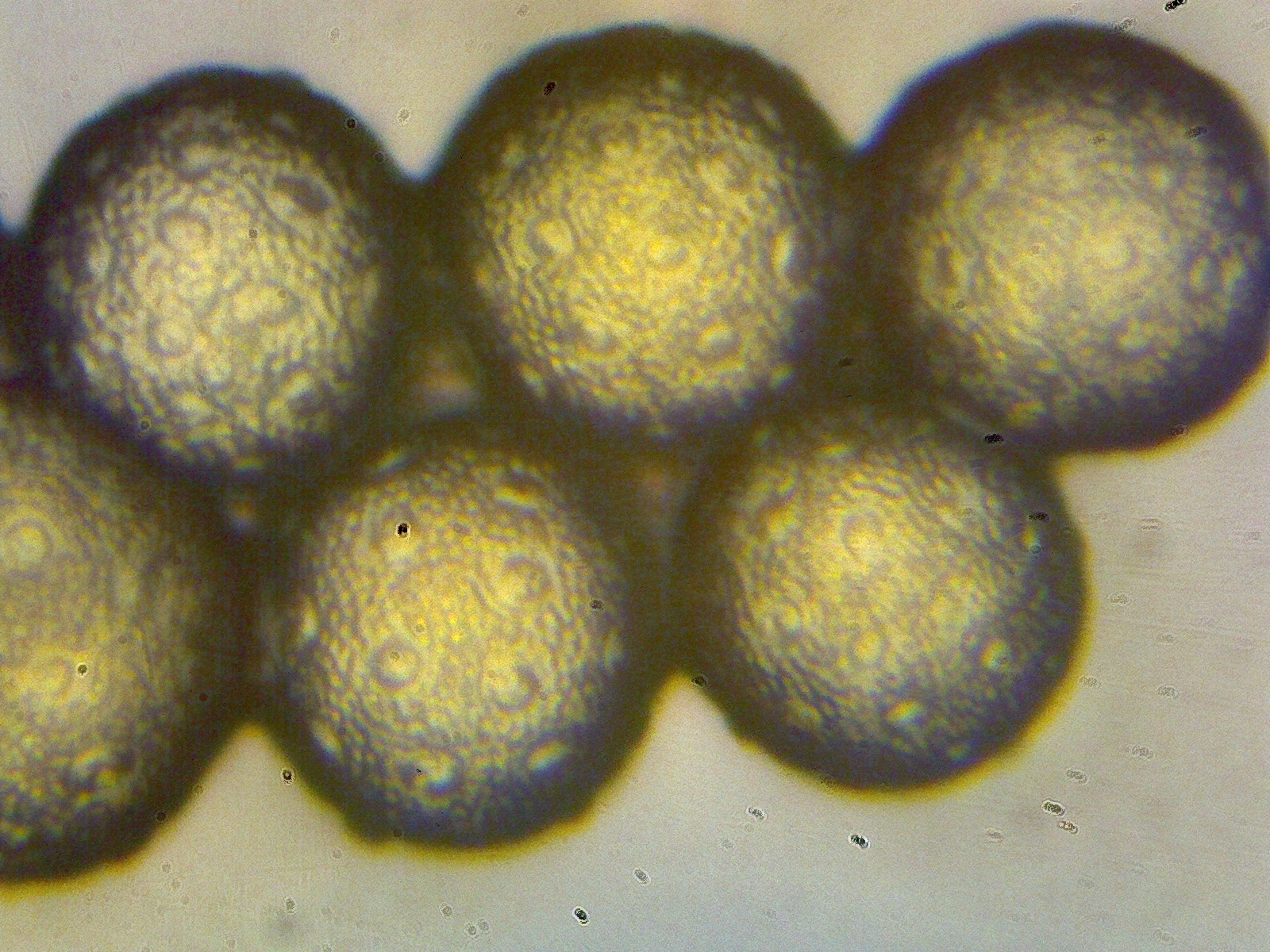
Pollen

## Habitat
On trouve le Compagnon blanc jusqu'à 1 400 m d'altitude au bord des routes et des chemins, au bord des haies, dans des sols humides à secs et calcaires surtout.

## Génétique
C'est chez Silene latifolia, en 1923, que Kathleen Blackburns découvre l'existence de chromosomes sexuels chez les plantes, seulement quelques années après que Nettie Stevens a découvert ce type de chromosomes chez les animaux,.
Caractérisés par des régions non recombinantes de taille variable et presque toujours très riches en séquences répétées, les chromosomes sexuels sont particulièrement difficiles à séquencer par les approches génomiques conventionnelles. Pour le chromosome Y humain, par exemple, il a fallu développer une approche spécifique et dépenser six millions de dollars pour séquencer ses 65 mégabases (Mb) en 2003. Les chromosomes X et Y de S. latifolia sont exceptionnellement grands, longs de respectivement 400 et 550 Mb. Le chromosome Y de S. latifolia est très largement non recombinant, et donc très riche en répétitions. Ce n'est qu'en 2025 qu'un consortium scientifique international réussit à séquencer ces chromosomes géants, en utilisant une nouvelle technique produisant des lectures longues. En utilisant une collection de mutants pour le phénotype sexuel (des hermaphrodites et des asexués) présentant des délétions sur le chromosome Y, les chercheurs ont pu identifier les gènes de la détermination du sexe qui avaient été perdus chez ces mutants. Ils ont comparé les séquences des chromosomes X et Y à celles d'autres espèces de silènes ne disposant pas de chromosomes sexuels, afin de reconstituer leur évolution. Ils ont ainsi mis en évidence des réarrangements chromosomiques ayant conduit à l'arrêt de la recombinaison entre les chromosomes sexuels et ayant provoqué l'accumulation de séquences répétées. De manière inattendue, cette accumulation est observée à la fois sur le chromosome Y et dans la région péricentromérique du chromosome X,.

## Systématique
L'espèce Silene latifolia a été décrite par le botaniste français Jean-Louis Marie Poiret en 1789.

### Synonymes
- Silene pratensis (Rafn) Godron in Gren. & Godron
- Melandrium album (Mill.) Garcke

### Noms vernaculaires
- Lychnis à grosses graines
- Silène à larges feuilles

### Taxinomie
Il existe quatre sous-espèces
- Silene latifolia subsp. latifolia Poir.
- Silene latifolia subsp. alba (Mill.) Greuter & Burdet
- Silene latifolia subsp. eriocalycina (Boiss.) Greuter & Burdet
- Silene latifolia subsp. mariziana (Gand.) Greuter & Burdet

## Utilisation
Les jeunes pousses sont comestibles. A maturité, la plante devient amère et potentiellement toxique en raison de sa teneur en saponine.